# 기차를 세워주세요
"기차를 세워주세요"(Please, Stop The Train)는 한국에서 제작된 한지혜 감독의 2008년 드라마 영화이다. 정연 등이 주연으로 출연하였다.

## 출연

### 주연
- 정연
- 손철민
- 지미 세르
- 세르게이 포고다에프

## 제작진
- 조명: 문명환
- 조연출: 박세은
- 미술: 한지혜